# 샅백선
샅백선은 사타구니 등 피부가 접히고 습기가 잘 차는 부위에 곰팡이가 피부 표면에 감염된 것이다. 주로 성인 남자에게서 많이 발생한다. 음고부백선 또는 완선이라고도 부른다.
칸디다성 간찰진은 칸디다 알비칸스에 의한 피부 감염으로, 서혜부나 음낭 등 인접한 피부의 겹친 부분에 많이 발생하기 때문에 샅백선과 구별이 잘 가지 않는 경우도 있다. 하지만 칸디다성 간찰진은 샅백선에 비해 치료 후 증상이 그리 오래 가지 않는 점에서 차이가 있다.:303

## 증상
샅백선은 사타구니나 허벅지 안쪽, 항문 부위에 가려움증이나 화끈거리는 증상을 유발한다. 대퇴 안쪽과 서혜부에도 발생할 수 있으며, 회음부와 항문 주위 부위에도 옮을 수 있다.
감염 부위는 붉은색이나 황갈색 또는 갈색을 띄며, 부스럼이 생기거나 피부가 벗겨지거나 갈라지는 경우도 있다.
급성인 경우, 보통 사타구니 양쪽의 주름 부분에서 약 2분의 1인치 정도로 나타난다. 감염 부위는 더 확대될 수 있으며, 특별한 통증 없이 생길 수 있다. 물집이 생기고 분비물이 나오며 붉은 판 모양의 발진과 인설성 반 같이 환부의 경계선이 분명하게 나타날 수 있다.
만일 발진이 더 진행될 경우, 보통 대퇴부 쪽으로 확대되어 내려간다. 발진이 확대된 부위의 가장자리에는 이미 감염된 지 오래된 부위들보다 더 붉고 도드라지게 된다.

## 예방
의료 전문가들은 목욕 후 서혜부를 닦은 후에 깨끗한 상태에서 건조시키고, 수영이나 땀이 찼을 경우에는 곧바로 얇고 간편한 옷인 반바지 등을 입으라고 조언한다.
그밖의 권고사항으로는 옷이나 수건 등을 다른 사람과 공동으로 사용하지 말 것과 운동 후에는 바로 샤워할 것, 속옷은 면으로 된 헐렁한 것을 입을 것, 꽉 조이는 옷을 피할 것, 항균 파우더를 사용할 것 등이 있다.

## 치료
4주간 테르비나핀 연고(Topical Terbinafine 4 Weeks)는 87.52%[RR 0.18], 6주간 클로트리마졸 연고(Topical Clotrimazole 6 Weeks)는 65.61%[RR 0.49] 샅백선을 치료하고, 이와 함께 6주간 테르비나핀 250mg 매일 복용 (Oral Terbinafine 250mg/day 6 weeks)는 120.02%[OR 24.54], 8주간 이트라코나졸 400mg 매일 복용(Oral itraconazole 400mg/day 8 weeks)은 91.52%[OR 6.67] 샅백선을 치료할 수 있다.